# Naturbruksgymnasium

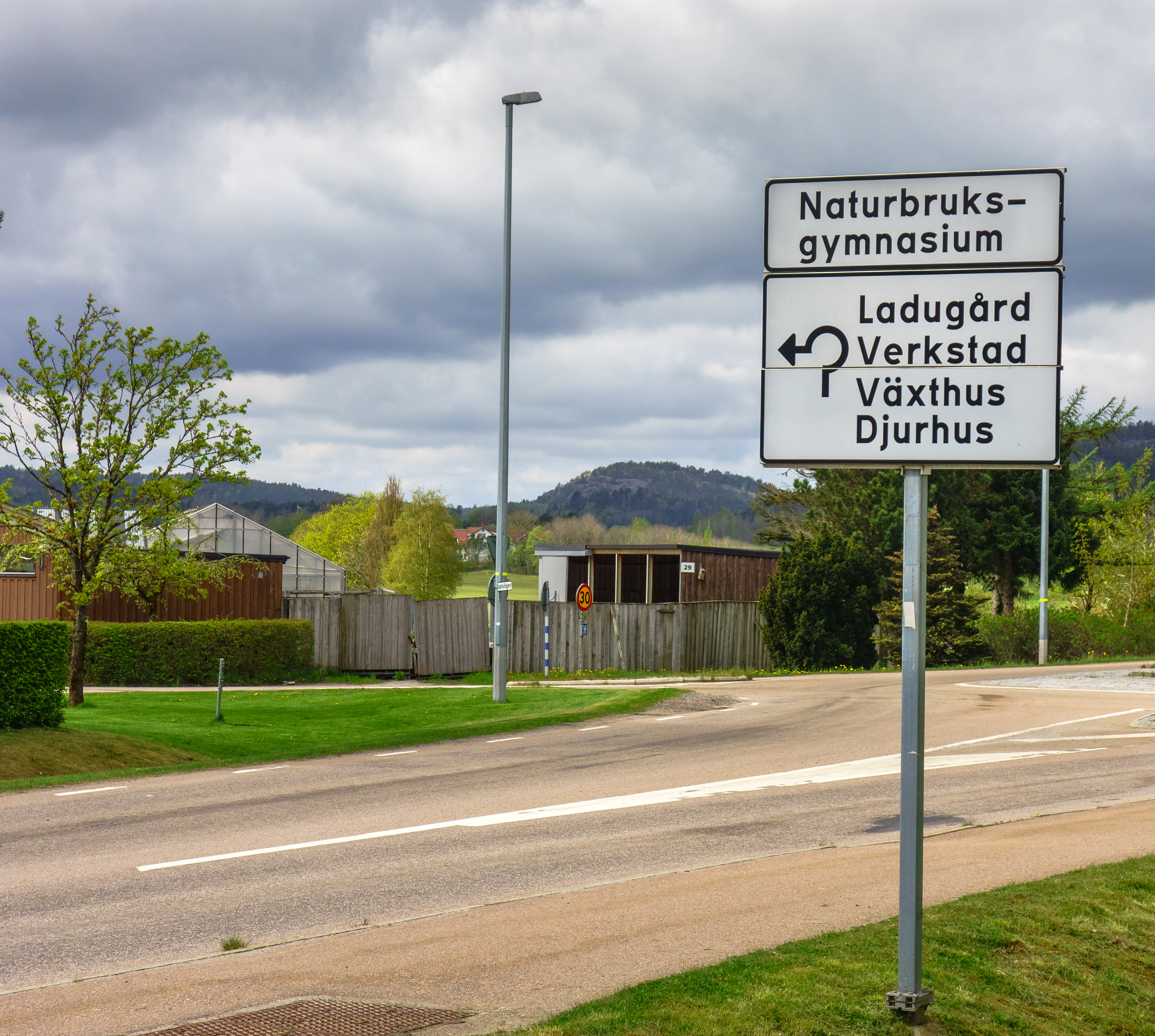
Vägskylt till byggnader i Dinglegymnasiet i Dingle

Ett naturbruksgymnasium är en gymnasieskola som erbjuder naturbruksprogrammet, och ersatte de tidigare begreppen lantbruksskola och skogsbruksskola. 
Dessa skolor togs vid 1971 års gymnasiereform över av landstingen, samtidigt som många av skolorna har kompletterat med flera lokala inriktningar. Under 1990-talet ville många landsting renodla sin verksamhet och tog därför beslut om att överlåta huvudmannaskapet för naturbruksgymnasierna till kommuner eller privata intressenter. Parallellt med detta har det kommit många nya utbildningsaktörer som erbjuder naturbruksprogrammet. 
Eftersom det bara har funnits ett par naturbruksgymnasier i varje län, så erbjuder skolorna i högre grad än andra gymnasieprogram internat på sina skolor.